# Omul întunericului II
Omul întunericului II (Darkman II: The Return of Durant) este un film SF cu supereroi din 1995 regizat de Bradford May.
Filmul este precedat de Darkman (Omul întunericului, 1990) și a fost continuat de Darkman III: Die Darkman Die (Omul întunericului III, 1996).

## Prezentare
Omul de știință Peyton Westlake (acum interpretat de Arnold Vosloo) s-a mutat într-o altă clădire abandonată conectată de o linie de metrou nefolosită; și își continuă studiile sale de producere a pielii sintetice, finanțându-și cercetările cu bani furați de la gangsteri. Pielea sa sintetică rezistă doar 99 de minute, de aceea continuă să caute o metodă pentru a rezolva această problemă.
Robert G. Durant, care pare a muri în primul film atunci când elicopterul în care se afla se lovește de un pod și explodează, este totuși în viață și-și revine din comă. Durant și oamenii săi complotează pentru a-l scoate din închisoare pe Alfred Hathaway pentru a folosi cunoștințele acestuia în producerea unei arme revoluționare cu fascicul de particule, totul pentru a obține controlul pierdut asupra tuturor afacerilor ilegale din oraș.
Peyton Westlake se întâlnește și se împrietenește cu un alt om de știință, David Brinkman (Jesse Collins), care lucrează de asemenea la o formulă privind pielea artificială. Brinkman a reușit să scape de reacția de fotosensibilitate care apare la 99 de minute în celulele pielii artificiale produse de Westlake. Cu toate acestea, Durant a pus ochii pe clădirea lui Brinkman și-i propune să i-o vândă. După refuzul lui Brinkman, oamenii lui Durant îl torturează și-l ucid. Westlake descoperă cadavrul acestuia și observând că acestuia îi lipsește un deget își dă seama că Durant este în viață, recunoscându-i metodele violente.
O reporteriță numită Jill Randall (Kim Delaney) descoperă că Peyton Westlake este încă în viață în timp ce face o investigație despre Durant. Ea se împrietenește cu Westlake, dar este ucisă de o bombă pusă în mașina ei de către Durant după ce Randall face câteva dezvăluiri la televizor despre Durant și promite că vor urma altele.
Westlake află apoi că Durant a încercat să cumpere clădirea lui Brinkman și apoi a forțat-o pe sora acestuia Laurie (Renee O'Connor) să semneze contractul. El încearcă s-o apere de Durant. Dar ea este prinsă de acesta, iar Westlake folosește pielea sa sintetică pentru a se masca ca oamenii lui Durant, infiltrându-se astfel în adăpostul lui Durant. În lupta de final, oamenii lui Durant, cercetătorul Hathaway și câțiva potențiali cumpărători ai armei sunt uciși de arma cu particule. Durant încearcă să fugă cu mașina sa, dar Westlake o controlează cu o telecomandă și o aruncă în aer, ucigându-l pe Durant odată pentru totdeauna, salvând-o astfel pe Laurie.
Westlake privește știrile despre moartea lui Jill Randall și decide să continue cercetările sale privind producerea pielii sintetice rezistente și lupta contra infractorilor.

## Distribuție
- Larry Drake : Robert G. Durant, șeful unei grupări de gangsteri
- Arnold Vosloo : Darkman / Peyton Westlake
- Kim Delaney : Jill Randall, jurnalistă
- Renée O'Connor : Laurie Brinkman, sora lui David
- Lawrence Dane : cercetătorul Alfred Hathaway
- Jesse Collins : cercetătorul David L. Brinkman
- David Ferry : Eddie Scully
- Jack Langedijk : Rollo Latham
- Sten Eirik : Whitey
- Steve Mousseau : Roy
- James Millington : Mr. Perkins
- Phillip Jarrett : Dan, cameramanul
- Kevin Rushton : un skinhead
- Graham Rowat : Bob, producător
- Chris Gillett : șeful lui Bob